# Kendra Dahlke
Kendra Paige Dahlke (29 dicembre 1996) è una pallavolista e allenatrice di pallavolo statunitense, schiacciatrice delle San Diego Mojo e assistente allenatrice della UC Davis.

## Carriera

### Giocatrice

#### Club
La carriera di Kendra Dahlke inizia nei tornei scolastici californiani, partecipando con la Fallbrook HS. Dopo il diploma è di scena nella lega universitaria NCAA Division I, dove gioca con la Arizona dal 2015 al 2018.
Fa la sua prima esperienza da professionista nelle Filippine, dove con il PLDT disputa la PSL Grand Prix Conference 2019. Nella stagione 2019-20 è di scena nella Serie A2 italiana grazie all'ingaggio da parte del Marsala, mentre nella stagione seguente milita nella Volley League greca, indossando la casacca del Thīras; conclusi gli impegni con la formazione ellenica, gioca per qualche settimana con le Leonas de Ponce nella Liga de Voleibol Superior Femenino 2021.
Nel campionato 2021-22 approda nella Ligue A francese, dove difende i colori del Venelles. Dopo un periodo di inattività, torna in campo per disputare la prima edizione della Pro Volleyball Federation con le San Diego Mojo.

### Allenatrice
Nel 2022 viene ingaggiata dalla UC Davis come assistente allenatrice.